# Хризостом (Карагуніс)
Хризосто́м (грец. Επίσκοπος Χρυσόστομος, в миру Гео́ргіос Карагу́ніс, грец. Γεώργιος Καραγκούνης, нар. 25 березня 1960, село Титорея, ном Фтіотида, Грецьке королівство — 1 травня 2021) — ієрарх Александрійського патріархату, єпископ Мозамбіцький.

## Життєпис
Закінчив церковну школу в Ламії, вищу церковну школу в Афінах, і богословський факультет Атенського університету.
У 1983 році був висвячений на диякона, а у 1986 році — у пресвітера, після чого став парохом, настоятелем, проповідником і катехізатором у Фтіотидській митрополії Православної церкви Еллади. Відбудував нову благолепну церкву святого Пантелеймона в Перістері.
10 вересня 2005 перейшов до кліру Триполійської митрополії Александрійського патріархату і був призначений настоятелем Храму святого Георгія в Триполі, Лівія, а також протосинкелом Триполійської митрополії.
У листопаді 2008 року був переведений в Каїр, настоятелем Костянтино-Єленинської церкви й ігуменом монастиря святого Георгія у Старому Каїрі.
21 травня 2011, після богослужіння в Костянтино-Єленинській церкві, Папа і Патріарх Феодор II особливо відзначив працю архімандрита Хризостома (Карагуніса).
У травні 2013 року повернувся до Лівії, де знову призначений протосингелом Триполійської митрополії.
26 листопада 2014 року рішенням Священного Синоду Александрійської Православної Церкви, за пропозицією Папи і Патріарха Александрійського і всієї Африки Феодора II, був обраний титулярним єпископом Вереніцьким.
6 грудня того ж року в Патріаршому храмі святого Миколая в Каїрі хіротонізований на титулярного єпископа Вереніцького. Хіротонію здійснили Папа і Патріарх Александрійський і всієї Африки Феодор II, митрополит Триполійський Феофілакт (Дзумеркас), митрополит Ермопольський Миколай (Антоніу), митрополит Леонтопольський Гавриїл (Рафтопулос), митрополит Мемфіський Никодим (Пріангелос) і митрополит Пілусійський Нифонт (Цаваріс).
24 листопада 2015, рішенням Священного Синоду призначений єпископом Мозамбіцьким.
12 вересня 2019 єпископ Хризостом став першим архієреєм Александрійського патріархату, що співслужив із ієрахрами Православної церкви України. Він взяв участь у богослужінні у селі Осса поблизу Салонік, яке очолив митрополит Триккійський і Стагонійський Православної церкви Еллади Хризостом (Насіс), де співслужив ієрархам Церков Еллади, України, а також Константинопольського патріархату: митрополитові Лангадаському, Літійському та Рендінському Іоану (Тасьясу), архієпископові Житомирському та Поліському Володимиру (Шлапаку) та єпископові Фермському на спокої Димитрію (Грольосу). Ця спільна літургія стала передвісником офіційного визнання Православної церкви України з боку Александрійського патріархату 8 листопада того ж року.
Помер 1 травня 2021, за день до Великодня.